# Burak Asan
Burak Asan (* 22. November 1997 in Sivas) ist ein türkischer Fußballspieler.

## Karriere
Asan spielte für die Nachwuchsabteilungen Sivas Demirspors und Boluspors. Bei Letzteren erhielt im Januar 2016 einen Profivertrag und gab dann in der Pokalpartie vom 29. November 2016 gegen Kayserispor sein Profidebüt.